# Бойсе
Бо́йсе (англ. Boise, (i[ˈbɔɪsi]) — столиця та найбільш густонаселене місто штату Айдахо, а також окружний центр округу Ада. Розташоване на річці Бойсе. Згідно з даними перепису 2010 року, населення Бойсе становило 205 671. Це також 99-те найбільше американське місто за чисельністю населення. За оцінкою 2012 року, населення становило 212 303 осіб, що проживають у межах міста. В агломерації Бойсе проживає близько 616 500 осіб і є найбільш густонаселеною метрополійною територією в Айдахо. Бойсе — третій за чисельністю населення мегаполіс у Тихоокеанському Північно-Західному регіоні (поступаючись лише Сієтлу та Портленду).

## Географія
Бойсе розташоване за координатами 43°35′55″ пн. ш. 116°13′52″ зх. д. / 43.59861° пн. ш. 116.23111° зх. д. (43.598488, -116.231084). За даними Бюро перепису населення США у 2010 році місто мало площу 207,33 км², з яких 205,55 км² — суходіл та 1,78 км² — водойми.

### Клімат
Місто знаходиться у зоні, котра характеризується середземноморським кліматом. Найтепліший місяць — липень із середньою температурою 24.3 °C (75.8 °F). Найхолодніший місяць — грудень, із середньою температурою -0.7 °С (30.7 °F).
| Клімат Бойсе            | Клімат Бойсе | Клімат Бойсе | Клімат Бойсе | Клімат Бойсе | Клімат Бойсе | Клімат Бойсе | Клімат Бойсе | Клімат Бойсе | Клімат Бойсе | Клімат Бойсе | Клімат Бойсе | Клімат Бойсе | Клімат Бойсе |
| Показник                | Січ.         | Лют.         | Бер.         | Квіт.        | Трав.        | Черв.        | Лип.         | Серп.        | Вер.         | Жовт.        | Лист.        | Груд.        | Рік          |
| Абсолютний максимум, °C | 17,2         | 21,7         | 27,2         | 33,3         | 37,2         | 42,8         | 43,9         | 43,3         | 38,9         | 34,4         | 25,6         | 18,3         | 43,9         |
| Середній максимум, °C   | 3,2          | 7,1          | 12,6         | 16,8         | 22           | 27,4         | 32,9         | 32,1         | 26           | 18,2         | 9            | 3,1          | 17,6         |
| Середня температура, °C | −0,4         | 2,5          | 6,9          | 10,4         | 15,1         | 19,7         | 24,3         | 23,7         | 18,3         | 11,6         | 4,4          | −0,7         | 11,4         |
| Середній мінімум, °C    | −4,1         | −2,1         | 1,3          | 4,1          | 8,1          | 12,1         | 15,8         | 15,3         | 10,6         | 4,9          | −0,1         | −4,4         | 5,2          |
| Абсолютний мінімум, °C  | −27,2        | −26,1        | −14,4        | −7,2         | −5,6         | −0,6         | 1,7          | 1,1          | −5           | −11,7        | −19,4        | −31,7        | −31,7        |
| Норма опадів, мм        | 30.5         | 25.4         | 35.6         | 30.5         | 35.6         | 17.8         | 7.6          | 5.1          | 15.2         | 20.3         | 35.6         | 40.6         | 297.2        |
| Днів з опадами          | 10,5         | 9            | 10           | 8,8          | 7,7          | 5            | 2,6          | 2,4          | 3,7          | 5,5          | 10,6         | 11,8         | 87,6         |
| Днів з дощем            | 12           | 10           | 10           | 8            | 8            | 6            | 2            | 3            | 4            | 6            | 10           | 11           | 90           |
| Днів зі снігом          | 5,3          | 3,2          | 1,7          | 0,4          | 0            | 0            | 0            | 0            | 0            | 0,1          | 2,7          | 6            | 19,4         |
| Вологість повітря, %    | 76.1         | 68.1         | 57.3         | 53.3         | 49.1         | 44.1         | 34.3         | 33.2         | 39.2         | 50.5         | 67.8         | 75.4         | 54.2         |
| ----------------------- | ------------ | ------------ | ------------ | ------------ | ------------ | ------------ | ------------ | ------------ | ------------ | ------------ | ------------ | ------------ | ------------ |
| Джерело: Weatherbase    |              |              |              |              |              |              |              |              |              |              |              |              |              |

## Демографія

### Перепис 2010 року
Згідно з переписом 2010 року, у місті мешкала 205 671 особа в 85 704 домогосподарствах у складі 50 647 родин. Густота населення становила 992 особи/км². Було 92700 помешкань (447/км²).
Расовий склад населення:
| - 89,0 % — білих - 3,2 % — азіатів - 1,5 % — чорних або афроамериканців - 0,7 % — корінних американців - 0,2 % — вихідців з тихоокеанських островів - 2,5 % — осіб інших рас |

До двох чи більше рас належало 3,0 %. Частка іспаномовних становила 7,1 % від усіх жителів.
За віковим діапазоном населення розподілялося таким чином: 22,7 % — особи молодші 18 років, 66,1 % — особи у віці 18—64 років, 11,2 % — особи у віці 65 років та старші. Медіана віку мешканця становила 35,3 року. На 100 осіб жіночої статі у місті припадало 97,8 чоловіків; на 100 жінок у віці від 18 років та старших — 96,1 чоловіків також старших 18 років.
Середній дохід на одне домашнє господарство становив 70 112 долари США (медіана — 50 323), а середній дохід на одну сім'ю — 88 376 доларів (медіана — 68 840). Медіана доходів становила 47 311 долар для чоловіків та 38 013 долари для жінок. За межею бідності перебувало 14,3 % осіб, у тому числі 15,7 % дітей у віці до 18 років та 7,0 % осіб у віці 65 років та старших.
Цивільне працевлаштоване населення становило 109 274 особи. Основні галузі зайнятості: освіта, охорона здоров'я та соціальна допомога — 23,6 %, науковці, спеціалісти, менеджери — 13,0 %, роздрібна торгівля — 12,2 %.

## Уродженці
- Тіффані Вотсон (* 1995) — американська порноакторка і еротична фотомодель.
- Джессіка Дей Джордж (* 1976) — американська письменниця.
- Френк Черч (1924—1984) — американський юрист і політик.